# Mimoun Mahi
Mimoun Mahi (* 13. März 1994 in Den Haag) ist ein marokkanisch-niederländischer Fußballspieler. Der Mittelstürmer steht bei BV De Graafschap unter Vertrag und ist ehemaliger marokkanischer Nationalspieler.

## Werdegang

### Vereinskarriere
Mimoun Mahi, Sohn marokkanischer Eltern, spielte in seiner Jugend Fußball bei Quick Den Haag und den U-19-Junioren von Sparta Rotterdam, bevor er 2012 in die erste Mannschaft berufen wurde. In den folgenden zwei Jahren bestritt er insgesamt 32 Partien für Sparta Rotterdam und erzielte dabei vier Tore.
Im Jahr 2014 wechselte Mahi für eine Ablösesumme von 400.000 Euro zum FC Groningen, wo er einen Dreijahresvertrag erhielt. Anfang Mai 2015 gewann Mahi mit Groningen den KNVB-Pokal 2014/15. In der Saison 2016/17 erzielte er mit 17 Ligatoren die meisten Tore für Groningen und belegte in der Torschützenliste der Saison Platz sechs.
Zur Saison 2019/20 wechselte Mahi ablösefrei zum FC Zürich. Dort unterschrieb er einen Vertrag über drei Jahre. Für Zürich bestritt er 18 von 36 möglichen Ligaspielen sowie ein Pokalspiel. Ab Ende Juni 2020 bis zum infolge der COVID-19-Pandemie verspäteten Saisonende Anfang August 2020 fiel er wegen einer Verletzung aus.
Mitte August 2020 wechselte er in die Niederlande zurück und unterschrieb beim FC Utrecht einen Vertrag mit einer Laufzeit von vier Jahren. Nachdem er die Hinrunde der Saison 2022/23 verletzungsbedingt größtenteils verpasst hatte, wurde er für die Rückrunde Anfang 2023 an den Ligakonkurrenten SC Cambuur ausgeliehen. Mit der Mannschaft stieg Mahi am Saisonende ab. Danach kehrte er kurzzeitig nach Utrecht zurück, ehe er den Verein im August 2023 wieder verließ und sich stattdessen dem Zweitligisten BV De Graafschap anschloss.

### Nationalmannschaft
Mimoun Mahi hatte bisher diverse Einsätze für die niederländische U-18-, U-19- und U-21-Nationalmannschaft.
Anfang 2017 entschied sich Mahi, zukünftig für die Nationalmannschaft Marokkos zu spielen. Ende August desselben Jahres wurde er von Nationaltrainer Hervé Renard erstmals in die Mannschaft berufen und debütierte beim anschließenden WM-Qualifikationsspiel gegen Mali am 1. September 2017, bei dem ihm nach seiner Einwechslung in der Schlussphase der Partie noch der Treffer zum 6:0-Endstand gelang. Im Oktober 2017 kam er zu einem zweiten Länderspieleinsatz bei einem Freundschaftsspiel gegen Südkorea und wurde einen Monat später noch ein weiteres Mal in den Kader berufen, ohne anschließend zum Einsatz zu kommen. Anschließend wurde er nicht mehr nominiert.